# 遺族年金
遺族年金（いぞくねんきん）とは、国民年金法、厚生年金保険法等に基づき、被保険者が死亡したときに、残された遺族に対して支給される日本の公的年金の総称である。
本項では同法に定める遺族への一時金についても取り扱う。
- 労働災害（労災）の際に支給される年金（遺族補償年金・遺族年金）については、労働者災害補償保険（労災保険）の項を参照。

## 遺族基礎年金
遺族基礎年金は、いわゆる「新法」の施行日（昭和61年（1986年）4月1日）以後に受給権が発生した場合（死亡した場合）に支給される。施行日前の遺族年金のうち、母子福祉年金及び準母子福祉年金は、施行日以後に遺族基礎年金に切り替えられている。

### 支給要件
死亡した者の要件
- 国民年金被保険者である者
- 国民年金被保険者であった者で、日本国内に住所を有し、かつ60歳以上65歳未満である者
  - これらに該当するものにあっては、保険料納付要件として、死亡日の前日において、死亡日の属する月の前々月までに被保険者期間があるときは、原則として、保険料納付済期間と保険料免除期間とを合算した期間が加入期間の3分の2以上でなければならない。なお、死亡日に65歳未満である場合は、2026年4月1日前に死亡した場合に限り、死亡日の前日において、死亡日の属する月の前々月までの1年間（死亡日に被保険者でなかった者については、直近の被保険者期間に係る月までの1年間）に滞納期間がなければ、保険料納付要件を満たした者として扱う。
- 老齢基礎年金の受給権者である者（保険料納付済期間と保険料免除期間とを合算した期間が25年以上である者に限る）
- 保険料納付済期間と保険料免除期間とを合算した期間が25年以上である者
  - これらに該当するものについては、保険料納付要件は不要である。

支給を受ける者の要件
遺族基礎年金を受けることができるのは、死亡した者によって生計を維持されていた、「子のある配偶者」又は「子」である。
「配偶者」については、次の要件に該当する「子」（死亡した者の法律上の子のみで、配偶者の連れ子など事実上の子は含まない）と生計を同じくすること。「子のいない配偶者」には支給されない。配偶者の年齢は問わない。
「子」とは、死亡した者の死亡当時に18歳到達年度の末日（3月31日）までにあるか、又は20歳未満で障害等級1級または2級に該当する障害の状態にあり（受給権取得後に18歳の年度末までに障害の状態になった子を含む）、かつ現に婚姻をしていないこと。なお被保険者又は被保険者であった者の死亡当時に胎児であった者は、死亡した者によって生計を維持されていた者とみなし、配偶者はその胎児と生計を同じくしていた者とみなし、将来に向かって（胎児が出生したら）当該配偶者及び子に遺族基礎年金の受給権を発生させる扱いとなっている。
「生計を維持」とは、被保険者（であった者）の死亡当時に、その者と生計を同一にし、厚生労働大臣が定める金額（年収850万円以上）の収入が将来にわたって得られないと認められることである（平成23年3月23日年発0323第1号）。なお、受給権取得後に当該収入を有するに至っても失権することは無い。
民法の規定による失踪宣告があったときは、行方不明になってから7年を経過した日が死亡日とみなされるが（民法第31条）、生計維持関係等については行方不明になった日を死亡日として取り扱う。ただし受給権については失踪宣告が確定した日に発生する。また船舶や航空機の事故のために3ヶ月間生死が不明であるときは、事故にあった日に死亡したものと推定されるが、この場合は事故にあった日に受給権が発生する。

#### 父子家庭への拡大
平成26年3月31日までは、夫が死亡した場合の「子のある妻」のみが対象とされ、妻が死亡した場合の「子のある夫」は遺族基礎年金を受給できなかった（これは遺族基礎年金の制定趣旨が、働き盛りの男性が死亡したときに残された遺族（母子家庭）の生活を保障するためであったことによる）。平成26年4月1日より、「夫」「妻」の表記が「配偶者」に統一され、妻が死亡した場合の「子のある夫」にも支給範囲が拡大された。当初案では死亡者が第3号被保険者である場合は対象外とされていたが、最終的には死亡者が第3号被保険者であっても支給対象となった。なお平成26年3月31日までに配偶者が死亡している場合は、遡って支給対象とはならない。

### 年金額
年金額は死亡した者の保険料納付済期間等にかかわらず定額である。
子のある配偶者に支給される場合は、基本年金額（老齢基礎年金の満額と同額。平成29年度は779,300円）に、第1子・第2子は一人につき「224,700円×改定率」（100円未満四捨五入。平成29年度は224,300円）、第3子以降は一人につき「74,900円×改定率」（100円未満四捨五入。平成29年度は74,800円）を加算する。
子のみに支給される場合は、子が1人の場合は基本年金額のみが、子が2人以上の場合は、第2子は「224,700円×改定率」（100円未満四捨五入。平成29年度は224,300円）、第3子以降は一人につき「74,900円×改定率」（100円未満四捨五入。平成29年度は74,800円）を加算し、子の総数で頭割りする。
受給権者に変化が生じた場合は、その翌月から増額・減額の改定が行われる。配偶者が新たに子を有することになったときには増額改定が行われる。子が2人以上ある場合にあって、その子のうち1人以上が以下のいずれかに該当するに至ったときは、減額改定が行われる。子のすべてが減額改定事由に該当した場合は、「子のない配偶者」となるので配偶者の受給権は消滅する。
- 死亡したとき
- 婚姻をしたとき
- 配偶者以外の者の養子となったとき
- 離縁によって死亡した者の子でなくなったとき
- 配偶者と生計を同じくしなくなったとき
- 18歳の年度末が終了したとき。ただし障害等級1級・2級にあるときを除く
- 障害等級1級・2級にある子について、その事情がやんだとき。ただし18歳の年度末までにあるときを除く
- 20歳に達したとき

### 支給停止
「配偶者や子」に対する遺族基礎年金は、被保険者の死亡について、労働基準法の規定による遺族補償が行われるときは、死亡日から6年間、その支給が停止される。なお、労災保険の遺族（補償）年金が支給される場合は、遺族基礎年金は全額支給され、調整は労災保険の側で行う。具体的には、遺族基礎年金のみの受給の場合、遺族（補償）年金は88%に減じられる。
「配偶者や子」の所在が1年以上明らかでないときは、その所在が明らかでなくなったときにさかのぼって支給停止される。なお、所在不明によって支給停止された配偶者や子は、いつでも、支給停止の解除を申請することができる。
「子」に対する遺族基礎年金は、生計を同じくするその子の父もしくは母があるときには、支給停止される。したがって、「子のある配偶者」に支給される遺族基礎年金は、子の加算額も含めて全額が配偶者に支給されることになる。なお、配偶者が他の年金たる給付を受けることにより遺族基礎年金の全額が支給停止となるときでも、子に対する遺族基礎年金の支給は停止されるが、配偶者からの申出により配偶者の遺族基礎年金の全額が支給停止とされたときは子の遺族基礎年金は支給される。
年金一般の給付制限のほか、被保険者（であった者）を故意に死亡させた者には、遺族基礎年金は支給しない。被保険者（であった者）の死亡前に他の受給権者となるべき者を故意に死亡させた者にも、遺族基礎年金は支給しない。なお、自殺によって死亡した場合は支給制限は行われない（後述する寡婦年金、死亡一時金、遺族厚生年金においても同様）。

## 寡婦年金
寡婦年金は、第1号被保険者として老齢基礎年金の受給資格期間を満たした夫が老齢基礎年金の支給を受けずに死亡した場合において、妻が60歳に達した日の属する月の翌月（夫の死亡時すでに妻が60歳以上の場合は夫の死亡日の属する月の翌月）から65歳に達する日の属する月まで支給される。保険料の掛け捨て防止と老齢寡婦の保護の意味合いがある（夫が長期間第1号被保険者であったならば、妻の遺族厚生年金は支給されないか極めて低額であり、60歳（一般的な企業の定年年齢）から65歳（老齢基礎年金の支給開始年齢）までの所得保障をする必要がある）。

### 支給要件
死亡した夫の側の要件として、
- 国民年金の第1号被保険者（任意加入被保険者、旧法の国民年金被保険者を含み、第2号被保険者、特例任意加入被保険者期間は含まない）としての保険料納付済期間・保険料免除期間（学生納付特例・若年者納付猶予期間を除く）とを合算して、死亡日の属する月の前月までに10年以上あること
- 障害基礎年金の受給権者であったことがない（裁定を受けていない）こと（実際に障害基礎年金を受けたことがなくても、裁定を受けていれば寡婦年金は支給されない）、なお旧法の障害福祉給付はここでいう障害基礎年金に含まない。
- 老齢基礎年金の支給を受けていないこと

妻の側の要件として
- 夫の死亡当時、夫によって生計を維持され、夫との婚姻期間が10年以上継続したこと
- 65歳未満であること（年齢の下限は問わない）
- 繰上げ支給の老齢基礎年金を受給していないこと

### 年金額・支給の調整
寡婦年金の額は、夫の死亡日の前日における、老齢基礎年金額（第1号被保険者期間に係る額）の計算の例によって算出した額の4分の3に相当する額になる。なお、死亡した夫が付加保険料を納めていたとしても、寡婦年金への加算は行われない。
夫の死亡により寡婦年金と死亡一時金の双方の受給権を満たす場合、妻の選択によりどちらか一方のみが支給される。なお、寡婦年金と遺族厚生年金は併給することはできないが、夫の死亡についてすでに遺族基礎年金を受給していたとしても、要件を満たしたときは寡婦年金を受給できる。
- 寡婦年金と死亡一時金のどちらを選択すべきかは個々の事情による。一般的には年金である寡婦年金のほうが一時金である死亡一時金よりも受給額が多くなるが、寡婦年金の受給期間が短い場合（妻が65歳近くになってから夫が死亡した場合等）やある程度の遺族厚生年金（300月みなし期間や中高齢寡婦加算を含む）が見込める場合、老齢基礎年金の繰り上げ受給を行う場合等には死亡一時金のほうが有利となるケースもある。

夫の死亡について、労働基準法の規定による遺族補償が行われるべきものであるときは、死亡日から6年間、その支給が停止される。なお、労災保険の遺族（補償）年金が支給される場合は、寡婦年金は全額支給され、調整は労災保険の側で行う。具体的には、寡婦年金のみの受給の場合、遺族（補償）年金は88%に減じられる。

## 死亡一時金
死亡一時金は、第1号被保険者として36月以上保険料を納付した者が、老齢基礎年金又は障害基礎年金の支給を受けずに死亡し、かつ遺族基礎年金も支給されない場合に、対象となる遺族に一時金を支給する。保険料の掛け捨てを防止する意味合いがある。

### 支給要件
死亡した者の要件として、
- 死亡日の前日において、死亡日の属する月の前月までの第1号被保険者（任意加入被保険者、特例任意加入被保険者、旧法の国民年金被保険者を含む）期間に係る保険料納付済期間（保険料免除期間は、納付した残余の額に相当する月数で計算）の月数が36月以上あること
- 老齢基礎年金又は障害基礎年金の支給を受けたことがないこと（母子福祉年金または準母子福祉年金から裁定替えされた遺族基礎年金を含む）

支給される遺族の要件として、
- 死亡した者の死亡当時に、その者と生計を同じくしていた配偶者、子、父母、孫、祖父母、兄弟姉妹であること
  - 「生計維持関係」までは問われないので、死亡者と生計を同一にしていればよい。
  - 優先順位はこの順となる。同順位の者が2人以上あるときは、その1人のした請求は、全員のためその全額につきしたものとみなし、その1人に対してした支給は、全員に対してしたものとみなす。
- 遺族基礎年金の支給を受けることができる遺族がないこと（同一月に受給権消滅・支給停止となった場合を含む）
  - したがって、遺族基礎年金と死亡一時金が併給されることは、ありえない。また死亡者の死亡日において胎児だった者がその後出生し、配偶者とともに遺族基礎年金を受けることができる場合には、死亡一時金は支給されない。
  - 遺族厚生年金はこれに含まれないので、遺族厚生年金と死亡一時金は併給することができる。
  - 上記、平成26年改正前の遺族基礎年金における父子家庭の事例では、夫には遺族基礎年金は支給されないが、妻が要件を満たした場合には夫に死亡一時金が支給されることとなっていた。

### 一時金額
死亡した者の保険料納付済期間に相当する月数に応じて、以下の金額が支給される。
- 36月以上180月未満 - 120,000円
- 180月以上240月未満 - 145,000円
- 240月以上300月未満 - 170,000円
- 300月以上360月未満 - 220,000円
- 360月以上420月未満 - 270,000円
- 420月以上 - 320,000円

死亡者が付加保険料を3年以上納付していた場合、死亡一時金に8,500円を加算する。なお現行の年金各法による他の給付と異なり、死亡一時金はマクロ経済スライドによる自動改定の対象とされていないため、法改正が行われない限り、物価や賃金の水準が大幅に変動しても死亡一時金の額は変更されない。

## 遺族厚生年金

### 支給要件
被保険者又は被保険者であった者が、以下の短期要件又は長期要件のいずれかに該当する場合に、対象となる遺族に支給される。平成27年10月の被用者年金一元化以後は、短期要件の場合は死亡日における被保険者種別に応じてそれに対応する実施機関が支給に関する事務を行い、長期要件の場合は支給に関する事務は種別ごとにそれぞれの実施機関が行う。
短期要件
- 厚生年金被保険者が死亡したとき（被保険者期間の月数は問わない）
- 厚生年金被保険者であった者が被保険者期間中の傷病がもとで初診日から5年以内に死亡したとき
  - これらの場合は遺族基礎年金と同様、保険料納付要件として、死亡した者について、保険料納付済期間と保険料免除期間とを合算した期間が国民年金加入期間の3分の2以上あることが必要である。さらに65歳未満の者の2026年4月1日前までの経過措置も同様（坑内員・船員としての被保険者期間は、老齢厚生年金とは異なり、実期間で計算する）。通常、厚生年金被保険者であった期間はそのまま国民年金の保険料納付済期間となるが、就職前、退職後に長期の未納期間があると保険料納付要件を満たせない可能性がある。また死亡者が高齢任意加入被保険者である場合、すでに70歳以上であるため経過措置は適用されない。
- 1級・2級の障害厚生年金の受給権者が死亡したとき（3級は対象外）。
  - この場合は保険料納付要件は不要である。

長期要件
- 老齢厚生年金の受給資格期間を満たした者（保険料納付済期間と保険料免除期間とを合算した期間が25年以上あるものに限る）が死亡したとき（保険料納付要件は不要である）。

### 対象者
遺族厚生年金を受給する遺族は、被保険者（であった者）の死亡の当時にその者によって生計を維持されていた者であって、その範囲と順位は次のとおりである。後順位の者は、先順位の者が受給権を取得したときは遺族厚生年金の受給権者となる資格を失う。「生計を維持」は遺族基礎年金と同じである。共済年金で行われてきたいわゆる「転給」は、被用者年金一元化により行われなくなった。
1. 配偶者と子
妻は年齢等の要件を問わず、「子のいない妻」でもよい。ただし、妻が遺族基礎年金の受給権を有しない場合であって子が当該遺族基礎年金の受給権を有するときは、その間、その支給が停止される（子が所在不明により支給停止されている場合はこの限りでない）。
夫については、妻の死亡当時に55歳以上であること（死亡日が平成8年4月1日前で、かつ死亡当時夫が障害等級2級以上であれば、年齢要件は不問[3]。また、死亡日が平成19年4月1日前で死亡者が旧適用法人共済組合員期間を有する退職共済年金等の受給権者であり、かつ死亡当時夫が障害等級2級以上であれば、年齢要件は不問）。ただし、夫が60歳になるまではその支給が停止される（夫が遺族基礎年金の受給権を有するときはこの限りでない）。また、子が遺族厚生年金の受給権を有する期間は、その支給が停止される（子が所在不明により支給停止されている場合はこの限りでない）。
子については、18歳到達年度の末日（3月31日）までにあるか、又は20歳未満で障害等級1級または2級に該当する障害の状態にあり、かつ現に婚姻をしていないこと。胎児の扱いについては遺族基礎年金と同様である。なお、妻が遺族厚生年金の受給権を有する期間、その支給が停止される。
2. 父母
被保険者（であった者）の死亡の当時に55歳以上であること（死亡日が平成8年（1996年）4月1日前で、かつ死亡当時父母が障害等級2級以上であれば、年齢要件は不問[3]。また、死亡日が平成19年4月1日前で死亡者が旧適用法人共済組合員期間を有する退職共済年金等の受給権者であり、かつ死亡当時父母が障害等級2級以上であれば、年齢要件は不問）。ただし、父母が60歳になるまではその支給が停止される。
3. 孫
18歳到達年度の末日（3月31日）までにあるか、又は20歳未満で障害等級1級または2級に該当する障害の状態にあり、かつ現に婚姻をしていないこと。
4. 祖父母
被保険者（であった者）の死亡の当時に55歳以上であること（死亡日が平成8年（1996年）4月1日前で、かつ死亡当時祖父母が障害等級2級以上であれば、年齢要件は不問[3]。また、死亡日が平成19年4月1日前で死亡者が旧適用法人共済組合員期間を有する退職共済年金等の受給権者であり、かつ死亡当時祖父母が障害等級2級以上であれば、年齢要件は不問）。ただし、祖父母が60歳になるまではその支給が停止される。

### 年金額
遺族厚生年金の額は、以下の算式で求める。
- 「死亡した被保険者の報酬比例部分の年金額×3/4+加算」

#### 報酬比例の年金額
老齢厚生年金の報酬比例部分と同様の計算方法である。従前額保障の場合も同様である。詳細は老齢年金#報酬比例部分を参照。
- 20歳未満の被保険者期間であっても算入する。
- 短期要件を満たして受給する場合は、被保険者期間が300月（25年）未満のときは、300月とみなして計算する（最低保障）。給付乗率は生年月日にかかわらず一律となる（乗率の引き上げはない）。
- 長期要件を満たして受給する場合は、被保険者期間は最低保障を行わず、実期間で計算する。給付乗率は生年月日による読み替え（乗率の引き上げ）を行う。
- 短期要件と長期要件の両方を満たす場合、特段の申出がなければ短期要件で計算する。

#### 加算
夫が死亡したときに、40歳以上の子のない妻には、受給権取得時から妻が65歳に達するまで、妻が40歳時点で遺族基礎年金の対象となる子があるときには、40歳以降で子が18歳に達する等で遺族基礎年金を受給できなくなったときから65歳まで、生年月日等にかかわらず一律「遺族基礎年金の額×3/4（100円未満四捨五入）」を加算する（中高齢寡婦加算、平成29年度は584,500円）。
- 中高齢寡婦加算は、「子のない妻」（遺族基礎年金の支給を受けられない者）に対して生活を保障する目的で加算される。なお妻が厚生年金被保険者であっても支給される。
- 死亡した夫が老齢厚生年金の受給資格期間を満たしている（長期要件に該当する）場合、計算の基礎となる被保険者期間が240月（20年）未満の場合は加算しない。「240月」をみる場合、その者の2以上の被保険者種別に係る被保険者であった期間に係る被保険者期間を合算し、一の期間に係る被保険者期間のみを有するものとみなして判断する。なお短期要件に該当する場合は、夫の被保険者期間にかかわらず加算する。
- 夫の死亡当時、40歳未満の妻で子がいない場合、妻が40歳に達しても中高齢寡婦加算は加算しない。
- 長期要件で複数の遺族厚生年金が支給される場合、各号の厚生年金被保険者期間のうち最も長い一の期間に基づく遺族厚生年金に加算する。

昭和31年（1956年）4月1日以前に生まれた妻で、夫が240月以上の老齢厚生年金の受給権者であった場合は、夫の死亡時に妻が65歳以上であったか、あるいは中高齢寡婦加算の対象者が65歳に達したときは、（中高齢寡婦加算額-老齢基礎年金の満額×妻の生年月日による率）を加算する（経過的寡婦加算、平成29年度は妻の生年月日により584,500円~19,507円）。
- これらの妻は、新法施行時にすでに30歳以上であり、旧法時代に任意加入していなかった場合等には、妻自身の老齢基礎年金の額が中高齢寡婦加算額にも満たないケースが生じることから、65歳以降における年金額の低下を防ぐために経過的寡婦加算は行われるのである。
- 経過的寡婦加算は、受給権者である妻が障害基礎年金（その支給が停止されている場合を除く）又は夫の死亡についての遺族基礎年金の支給を受けることができるときは、その間、支給が停止される。

「子と生計を同じくしている配偶者」または「子」が遺族基礎年金の受給権を取得しない場合、遺族基礎年金及び子の加算額に相当する額を加算する。

### 支給停止・年金の調整
遺族厚生年金は、被保険者（であった者）の死亡について、労働基準法の規定による遺族補償が行われるときは、死亡日から6年間、その支給が停止される。なお、労災保険の遺族（補償）年金が支給される場合は、遺族厚生年金は全額支給され、調整は労災保険の側で行う。具体的には、遺族厚生年金のみの受給の場合、遺族（補償）年金は84%に、遺族基礎年金と遺族厚生年金とを併給する場合、遺族（補償）年金は80%に、それぞれ減じられる。
配偶者又は子の所在が1年以上明らかでないときは、子又は配偶者の申請によってその所在が明らかでなくなったときにさかのぼって支給停止される。また、配偶者以外の者に対する受給権者が2人以上いる場合において、1人以上の者の所在が1年以上明らかでないときは、他の受給権者の申請によってその所在が明らかでなくなったときにさかのぼって支給停止される。なお、所在不明によって支給停止された者は、いつでも、支給停止の解除を申請することができる。2以上の被保険者種別に係る被保険者であった期間に基づく遺族厚生年金を受けることができる場合には、一の期間に基づく遺族厚生年金についての所在不明による支給停止の申請は、当該一の期間に基づく遺族厚生年金と同一の支給事由に基づく他の期間に基づく遺族厚生年金についての当該申請と同時に行わなければならない。
配偶者に対する遺族厚生年金は、当該被保険者（であった者）の死亡について、配偶者が遺族基礎年金の受給権を有しない場合であって子が当該遺族基礎年金の受給権を有するときは、その間、その支給が停止される。ただし子に対する遺族厚生年金が、子の所在不明によって支給停止されている間は、この限りでない。なお配偶者に対する遺族厚生年金がその申出によって支給停止となった場合、平成27年10月以後は子に対する支給停止は解除されないこととなった（遺族基礎年金とは取り扱いが異なることになる）。
遺族厚生年金の受給対象者が、自分の老齢厚生年金の受給もできる場合（65歳以上の配偶者の場合）、老齢厚生年金が全額支給され、遺族厚生年金は老齢厚生年金相当額が支給停止となる。ただし、老齢厚生年金の額が、遺族厚生年金の額、あるいは「遺族厚生年金×2/3+老齢厚生年金×1/2」の額よりも低額となる場合は、差額を遺族厚生年金として受給できる。老齢基礎年金・老齢厚生年金は課税対象だが遺族厚生年金は非課税なので、実際には税引き後の手取り額で受け取るパターンを選択することになる。なお、旧法による老齢年金の受給権者（65歳以上）が遺族厚生年金を受給する場合、老齢年金の1/2が支給停止される。
平成27年9月までは、一人一年金の原則により、遺族厚生年金が短期要件の場合、遺族共済年金との併給はできず選択受給とされた。遺族厚生年金が長期要件の場合、遺族共済年金も長期要件であれば併給できるが、遺族共済年金が短期要件である場合は遺族共済年金が支給され、遺族厚生年金は支給されないこととされた。平成27年10月からは、2以上の被保険者種別であった期間を有する者の遺族厚生年金の額は、短期要件の場合は被保険者期間を合算し、一の期間に係る被保険者期間のみを有するものとみなして額の計算を行う。長期要件の場合は各種別の被保険者期間ごとに支給するものとし、そのそれぞれの額は、被保険者期間を合算し、一の期間に係る被保険者期間のみを有するものとみなして額の計算を行ったのち、各期間を計算の基礎として計算した額に按分する。

### 特例遺族年金
厚生年金の被保険者期間が1年以上あり、老齢厚生年金の受給資格期間を満たしていない者で、被保険者期間と旧共済組合員期間とを合算した期間が20年以上ある者が死亡した場合、その者の遺族が遺族厚生年金の受給権を取得しないときは、その遺族に対して特例遺族年金が支給される。年金額は特別支給の老齢厚生年金の100分の50に相当する額となる。なお特例遺族年金は、原則として長期要件に該当する遺族厚生年金とみなされる。

## 失権
遺族基礎年金・寡婦年金・遺族厚生年金の受給権は、受給権者が次のいずれかに該当するに至ったときは、消滅する。一度消滅した受給権は復活することは無い。
- 死亡したとき
- 婚姻をしたとき
  - 遺族基礎年金の受給権を有する配偶者が再婚したからといって子まで失権するわけではないが（子が再婚相手の養子になっても「直系姻族の養子」となるので、失権しない）、通常は実父母（前配偶者）が「生計を同じくするその子の父もしくは母」に該当するので、結局遺族基礎年金は支給されない（遺族厚生年金は支給される）。
- 直系血族又は直系姻族以外の者の養子となったとき
- 離縁により死亡した者のとの親族関係が終了したとき
  - 受給権者たる配偶者が、実家に復籍し姓名を旧に戻しただけでは「離縁」とはならないので、失権しない。
- 子・孫について18歳の年度末が終了したとき。ただし障害等級1級・2級にあるときを除く
- 障害等級1級・2級にある子・孫について、その事情がやんだとき。ただし18歳の年度末までにあるときを除く
- 子・孫について、20歳に達したとき
- 遺族基礎年金の受給権を有する配偶者で、子のすべてが減額改定事由のいずれかに該当したとき（遺族基礎年金のみ）
  - 子のすべてが直系血族又は直系姻族の養子となった場合、子は失権しないが、子のすべてが減額改定事由に該当するため、配偶者は失権する。
- 平成19年（2007年）4月1日以降に遺族厚生年金の受給権が発生した場合において、30歳未満の妻が遺族基礎年金の受給権を取得しない場合において、遺族厚生年金の受給権を取得した日から起算して5年を経過したとき（遺族厚生年金のみ）
- 平成19年（2007年）4月1日以降に遺族厚生年金の受給権が発生した場合において、遺族基礎年金の受給権を有する妻が30歳に到達する日までにその受給権が消滅した場合において、その消滅した日から起算して5年を経過したとき（遺族厚生年金のみ）
- 遺族厚生年金の受給権を有する父母・孫・祖父母で、被保険者（であった者）の死亡当時胎児であった者が出生したとき（遺族厚生年金のみ）
- 寡婦年金の受給権者を有する妻が、65歳に達したとき（寡婦年金のみ）
- 寡婦年金の受給権者を有する妻が、老齢基礎年金の支給繰上げを請求したとき（寡婦年金のみ）